# 563 (tal)
563 är det naturliga heltal som följer 562 och följs av 564.

## Matematiska egenskaper
- 563 är ett udda tal.
- 563 är ett primtal[1].
- 563 är ett defekt tal
- 563 är ett glatt tal.

## Inom vetenskapen
- 563 Suleika, en asteroid.